# Smittium arcticum
Smittium arcticum är en svampart som beskrevs av Kobayasi 1969. Smittium arcticum ingår i släktet Smittium och familjen Legeriomycetaceae.   Inga underarter finns listade i Catalogue of Life.